# Hüttikon
Hüttikon is een gemeente en plaats in het Zwitserse kanton Zürich, en maakt deel uit van het district Dielsdorf.
Hüttikon telt 560 inwoners.